# 唐古納
唐古納（Tangouna）為布吉納法索的一座城鎮，由布克萊迪穆翁大區巴瓦省巴拉韋縣管轄。海拔高度387公尺。2005年人口普查中該城鎮人口有977人。

## 氣候
唐古納的年均溫度為28℃，其中4月為最炎熱的月份，平均溫度可達到33℃；而8月為最寒冷的月份，平均溫度只有23℃。該城鎮的年平均降雨量為1,063毫米，其中8月為最潮濕的月份，平均降雨量達308毫米；而12月為最乾燥的月份，平均降雨量只有2毫米。

## 外部連結
- Satellite map at Maplandia.com